# Conselho da Liberdade Dinamarquês

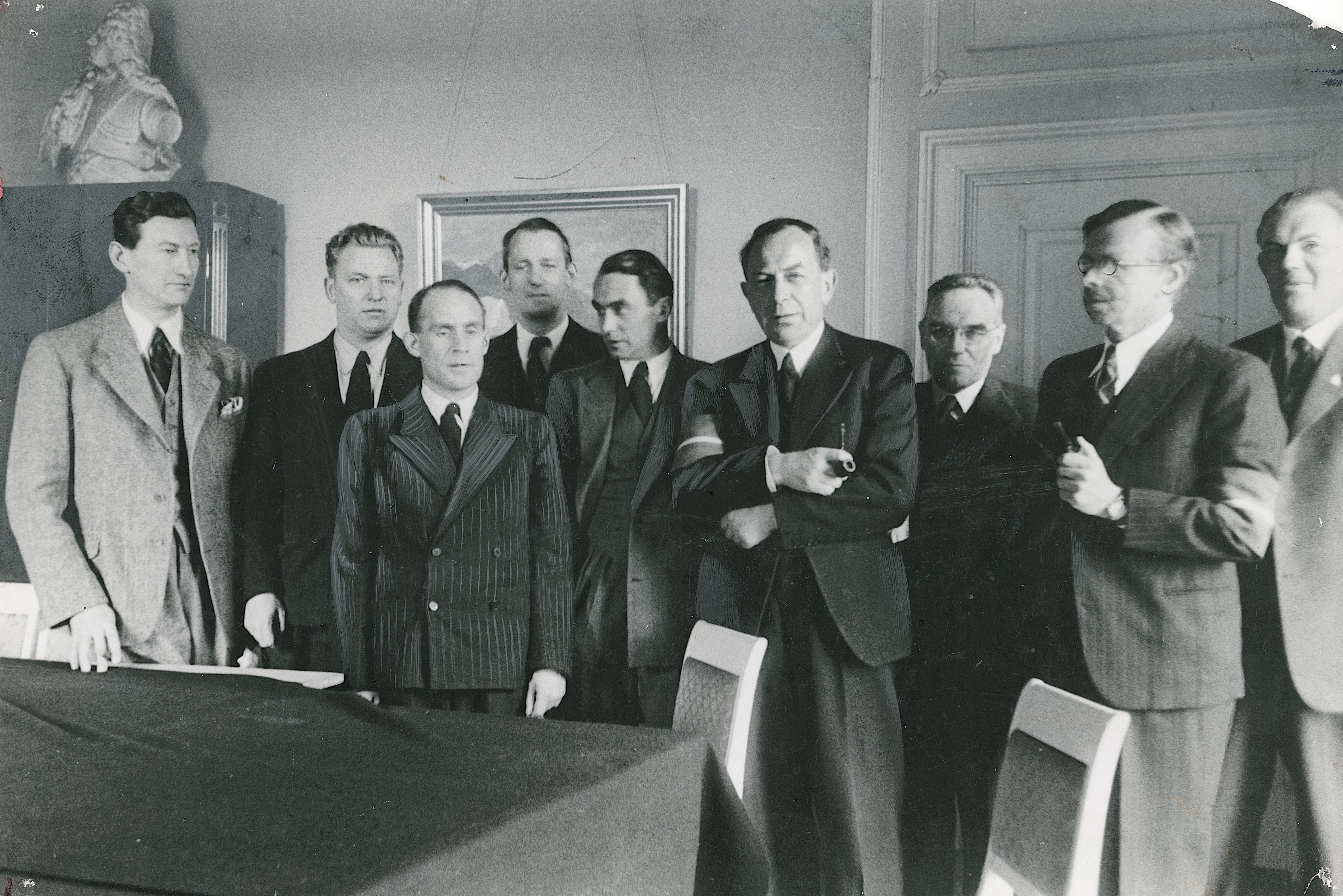
Membros do Conselho Dinamarquês para a Liberdade após a Ocupação. A partir da esquerda: Erik Husfeldt, Alfred Jensen, Frode Jakobsen, Børge Houmann, Mogens Fog, Aage Schoch, Ole Chievitz e C.A. Bodelsen. Arne Sørensen está fora da foto. Ausentes: Erling Foss, Niels Banke e Hans Øllgaard.

O Conselho da Liberdade Dinamarquês (em dinamarquês:  Danmarks Frihedsråd) foi um órgão clandestino criado em Setembro de 1943 em resposta à crescente turbulência política em torno da ocupação da Dinamarca pelas forças alemãs durante a Segunda Guerra Mundial.

## História
Tecnicamente, a Dinamarca foi ocupada ilegalmente pelos alemães através da Operação Weserübung em 9 de abril de 1940.  O governo dinamarquês, bem como o rei Cristiano X da Dinamarca fizeram imediatamente protestos formais, mas acabaram por concordar com um acordo alemão único, segundo o qual a Dinamarca obteve a "independência", apesar de ter tropas alemãs estacionadas no país. Preocupado com a segurança da população, o governo dinamarquês achou melhor aceitar estes termos.
Como resultado, as iniciativas de resistência não puderam ser formalmente reconhecidas pelas forças Aliadas. Embora o governo dinamarquês em Copenhaga tivesse aceitado a situação, muitos dinamarqueses não o fizeram. Grande parte da Marinha dinamarquesa navegou para portos aliados e os embaixadores dinamarqueses no exterior recusaram-se a aceitar a decisão do seu governo.
Um movimento de resistência dinamarquês surgiu por iniciativa de cidadãos e ex-soldados dinamarqueses. Inicialmente, o movimento estava disposto a transmitir informações ao Special Operations Executive (SOE), mas recusou-se a seguir os apelos do SOE para operações de sabotagem. Qualquer sabotagem ocorrida foi sancionada pelos líderes da resistência na Dinamarca ou baseados em Estocolmo. Houve um aumento nos atos de sabotagem na Dinamarca a partir de 1943. O marechal de campo Bernard Montgomery afirmou mais tarde que a inteligência da resistência dinamarquesa foi "inigualável". 
Até 1943, a ocupação era relativamente tranquila. No entanto, os atos de sabotagem dinamarqueses fizeram com que os alemães endurecessem a sua resposta, prendendo os envolvidos. Isto levou a greves, mais detenções por desobediência civil, causando ainda mais greves.
Em agosto de 1943, a situação piorou tanto que os alemães enviaram um ultimato ao governo dinamarquês - deveriam declarar o estado de emergência e condenar à morte todos os sabotadores capturados. O governo recusou-se a fazer isso e renunciou. Os alemães responderam tomando formalmente o poder e, legalmente, a Dinamarca tornou-se um "país ocupado", aumentando a legitimidade da Resistência Dinamarquesa.
O sentimento antinazista agudizou-se ainda mais quando os alemães tentaram prender os judeus dinamarqueses em outubro de 1943. A operação falhou graças à assistência dinamarquesa que ajudou mais de 7.000 deles a fugir para a Suécia.

## O Conselho da Liberdade
Em Setembro de 1943, o “Conselho Dinamarquês da Liberdade” foi criado para coordenar a luta pela libertação. O Conselho decidiu unificar os muitos grupos diferentes que constituíam o movimento de resistência dinamarquês e consistia em representantes dos comunistas, da Dinamarca Livre, da Unidade Dinamarquesa e de um grupo de resistência chamado Anel. Os principais membros foram Børge Houmann, Mogens Fog, Arne Sørensen, Frode Jakobsen, Erling Foss e Aage Schoch. As diretivas do Executivo Britânico de Operações Especiais ajudaram a unir os diferentes grupos. 
Em dezembro daquele ano, a SOE enviou ordens para que grupos militares fossem organizados, prontos para atacar os alemães em caso de invasão. Eles foram organizados primeiro pelos comunistas e pelo Partido da Unidade Dinamarquês, e depois cada vez mais por membros do Anel.
O movimento de resistência cresceu para mais de 20.000 e, no período que antecedeu o Dia D, os actos de sabotagem aumentaram acentuadamente. Embora os desembarques do Dia D fossem na Normandia, a SOE encorajou a mobilização de tropas alemãs em outros lugares da Europa para que menos pessoas estivessem presentes no norte da França. Se os atos de sabotagem aumentassem, mais tropas alemãs ficariam presas na Dinamarca.
A Resistência Dinamarquesa aproveitou a proximidade do país com a Suécia com grande efeito. Estocolmo tornou-se uma base para a Resistência Dinamarquesa. Aqui eles estavam muito mais seguros do que na Dinamarca – mas eles poderiam facilmente voltar para o seu país.